# Joseph Libbrecht
Pour les articles homonymes, voir Libbrecht.
Théophile Charles Joseph Marie Antoine Libbrecht, né le 1er avril 1860 à Gand et y décédé le 3 février 1928 fut un homme politique catholique belge.
Il fut élu du canton de Ledeberg (1894), conseiller communal de Destelbergen (1898) et bourgmestre (1899-1924), devint secrétaire du conseil provincial de la province de Flandre-Orientale (1904), élu sénateur de l'arrondissement de Gand-Eeklo (1912-28).

## Généalogie
- Il est fils de Théophile (1829-1907) et Joséphine van Naemen (1835-1895).

## Sources
- Bio sur ODIS